# Vilabella
Vilabella est une commune de la comarque de l'Alt Camp dans la province de Tarragone en Catalogne (Espagne).